# German Open 1984
Die German Open 1984 im Badminton fanden vom 1. bis zum 4. März 1984 in Duisburg, Deutschland, statt.

## Sieger und Platzierte
| Disziplin    | Gold                        | Silber                      | Bronze                             |
| ------------ | --------------------------- | --------------------------- | ---------------------------------- |
| Herreneinzel | Michael Kjeldsen            | Claus Andersen              | Steve Baddeley                     |
| Herreneinzel | Michael Kjeldsen            | Claus Andersen              | Andy Goode                         |
| Dameneinzel  | Karen Beckman               | Helen Troke                 | Marjan Ridder                      |
| Dameneinzel  | Karen Beckman               | Helen Troke                 | Dorte Kjær                         |
| Herrendoppel | Mike Tredgett Martin Dew    | Duncan Bridge Nigel Tier    | Steve Baddeley Andy Goode          |
| Herrendoppel | Mike Tredgett Martin Dew    | Duncan Bridge Nigel Tier    | Mark Christiansen Michael Kjeldsen |
| Damendoppel  | Gillian Gilks Karen Beckman | Gillian Clark Karen Chapman | Jane Pedersen Charlotte Pilgaard   |
| Damendoppel  | Gillian Gilks Karen Beckman | Gillian Clark Karen Chapman | Pamela Hamilton Morag Johnson      |
| Mixed        | Martin Dew Gillian Gilks    | Mike Tredgett Karen Chapman | Nigel Tier Gillian Clark           |
| Mixed        | Martin Dew Gillian Gilks    | Mike Tredgett Karen Chapman | Duncan Bridge Karen Beckman        |

## Finalresultate
| Disziplin    | Sieger                      | Finalist                    | Ergebnis           |
| ------------ | --------------------------- | --------------------------- | ------------------ |
| Herreneinzel | Michael Kjeldsen            | Claus Andersen              | 15:8, 15:8         |
| Dameneinzel  | Karen Beckman               | Helen Troke                 | 9:12, 12:10, 11:6  |
| Herrendoppel | Mike Tredgett Martin Dew    | Duncan Bridge Nigel Tier    | 15:9, 7:15, 18:17  |
| Damendoppel  | Gillian Gilks Karen Beckman | Gillian Clark Karen Chapman | 17:14, 18:14       |
| Mixed        | Martin Dew Gillian Gilks    | Mike Tredgett Karen Chapman | 15:5, 12:15, 15:11 |